# Maria Clemenza Staszewska
Maria Clemenza di Gesù Crocifisso, in polacco Maria Klemensa Staszewska, al secolo Helena Staszewska (Złoczew, 30 luglio 1890 – Oświęcim, 27 luglio 1943), è stata una religiosa polacca, venerata come beata dalla Chiesa Cattolica.

## Biografia
Nel 1921 si unì alle Orsoline dell'unione romana a Cracovia con il nome di Maria Clemenza. In seguito divenne vice-superiora dei monasteri di Siercza, Zakopane e Stanisławów. 
Il 15 agosto 1939 divenne madre duperiore di Rokiciny Podhalańskie. Il mese dopo, con l'invasione tedesca della Polonia, fu costretta a lasciare il monastero, ma vi ritornò poche settimane dopo. Dal 1941 accolse nel monastero bambini tubercolotici in fuga da Varsavia, organizzando lezioni e continuando ad insegnare nonostante le proibizioni tedesche.
Fu arrestata dalla Gestapo il 26 gennaio 1943 e deportata nel Campo di concentramento di Auschwitz, dove fu registrata con il numero 38102. Dopo aver contratto il tifo, morì ad Auschwitz il 27 luglio dello stesso anno.

## Culto
Fu beatificata da Giovanni Paolo II il 13 giugno 1999 insieme ad altri 107 martiri polacchi.
La sua ricorrenza si celebra il 27 luglio, anniversario della sua morte.